# Troubadour (J.J. Cale)
| Recensione                        | Giudizio        |
| --------------------------------- | --------------- |
| AllMusic                          | [ 1 ]           |
| Robert Christgau                  | B-              |
| The New Rolling Stone Album Guide | [ 3 ]           |
| Sputnikmusic                      | 3.9 (Excellent) |
| Dizionario del Pop-Rock           | [ 5 ]           |
| 24.000 dischi                     | [ 6 ]           |

Troubadour è il quarto album di J.J. Cale, pubblicato dalla Shelter Records nel settembre del 1976.
Sul disco appare la versione originale del brano Cocaine, portato al successo in seguito da Eric Clapton.
L'album si piazzò all'ottantaquattresimo posto (20 novembre 1976) della Chart statunitense di Billboard 200.

## Tracce
Lato A
Testi e musiche di J.J. Cale.
1. Hey Baby – 3:16
2. Travelin' Light – 2:53
3. You Got Something – 4:04
4. Ride Me High – 3:39
5. Hold On – 2:05
6. Cocaine – 2:51

Lato B
Testi e musiche di J.J. Cale, eccetto dove indicato.
1. I'm a Gypsy Man – 2:45 (Sonny Curtis)
2. The Woman That Got Away – 2:55
3. Super Blue – 2:41
4. Let Me Do It to You – 3:01
5. Cherry – 3:27
6. You Got Me On So Bad – 3:16

## Formazione
- J.J. Cale - voce, chitarra, basso, pianoforte, organo Hammond, steel guitar
- Reggie Young - chitarra acustica
- Kenny Malone - batteria
- Bill Raffensperger - basso
- Lloyd Green - chitarra, steel guitar
- Charles Dungey - basso
- Karl Himmel - batteria, percussioni
- Farrell Morris - vibrafono, percussioni
- Bill Pursell - pianoforte
- Harold Bradley - chitarra
- Jerry Allison - percussioni
- Bill Boatman - chitarra
- Joe Osborn - basso
- Buddy Harman - batteria
- Buddy Emmons - chitarra, steel guitar
- Tommy Cogbill - basso
- Karl Himmel - batteria, percussioni
- Audie Ashworth - percussioni
- Charles Dungey - basso
- Don Tweedy - arpa
- George Tidwell - tromba
- Dennis Good - trombone
- Billy Puett - sax

Note aggiuntive
- Audie Ashworth - produttore
- Vigon Nahas Vigon - art direction, design album
- Charles E. White III - illustrazione copertina album